# یواس‌اس فیلادلفیا (۱۷۷۶)
یواس‌اس فیلادلفیا (۱۷۷۶) (به انگلیسی: USS Philadelphia (1776)) یک کشتی بود که طول آن ۵۳ فوت (۱۶ متر) بود. این کشتی در سال ۱۷۷۶ ساخته شد.